# W. P. Carey
W. P. Carey Inc. ist ein an der New Yorker Aktienbörse notiertes Immobilienunternehmen, das 1973 von William Polk Carey (1931–2012) gegründet wurde und seine Hauptverwaltung in New York, USA, hat. Rechtlich ist das Unternehmen seit 2012 als REIT ausgestaltet. Dem Unternehmen gehören mehr als 1200 Gewerbeimmobilien in den USA (64 %) sowie Nord- und Westeuropa (36 %, Stand 31. Dezember 2019), mit denen im Jahr 2019 Umsatzerlöse von circa 1,2 Mrd. € erzielt wurden. Die Börsenkapitalisierung des Unternehmens lag Anfang Juni 2020 bei circa 10 Mrd. €. In Deutschland ist W. P. Carey u. a. Eigentümer der Immobilien mehrerer Hellweg-Baumärkte und Metro Cash&Carry-Großhandelsmärkte.